# Gilford (Nuevo Hampshire)
Gilford es un municipio situado en el condado de Belknap, Nuevo Hampshire, Estados Unidos. Tiene una población estimada, a mediados de 2023, de 7875 habitantes.

## Geografía
Según la Oficina del Censo, la localidad tiene una superficie total de 138.7 km², de los cuales 100.5 km² corresponden a tierra firme y 38.2 km² están cubiertos de agua.

## Demografía
Según el censo de 2020, en ese momento había 7699 personas residiendo en la localidad. La densidad de población era de 76.6 hab./km². El 93.74% de los habitantes eran blancos, el 0.31% eran afroamericanos, el 0.17% eran amerindios, el 0.79% eran asiáticos, el 0.03% eran isleños del Pacífico, el 0.69% eran de otras razas y el 4.27% eran de una mezcla de razas. Del total de la población, el 1.99% eran hispanos o latinos de cualquier raza.